# Sawyer (Kansas)
Sawyer è un comune degli Stati Uniti d'America, situato nello Stato del Kansas, nella Contea di Pratt.